# Ère spatiale
Cet article court présente un sujet plus développé dans : Conquête de l'espace.

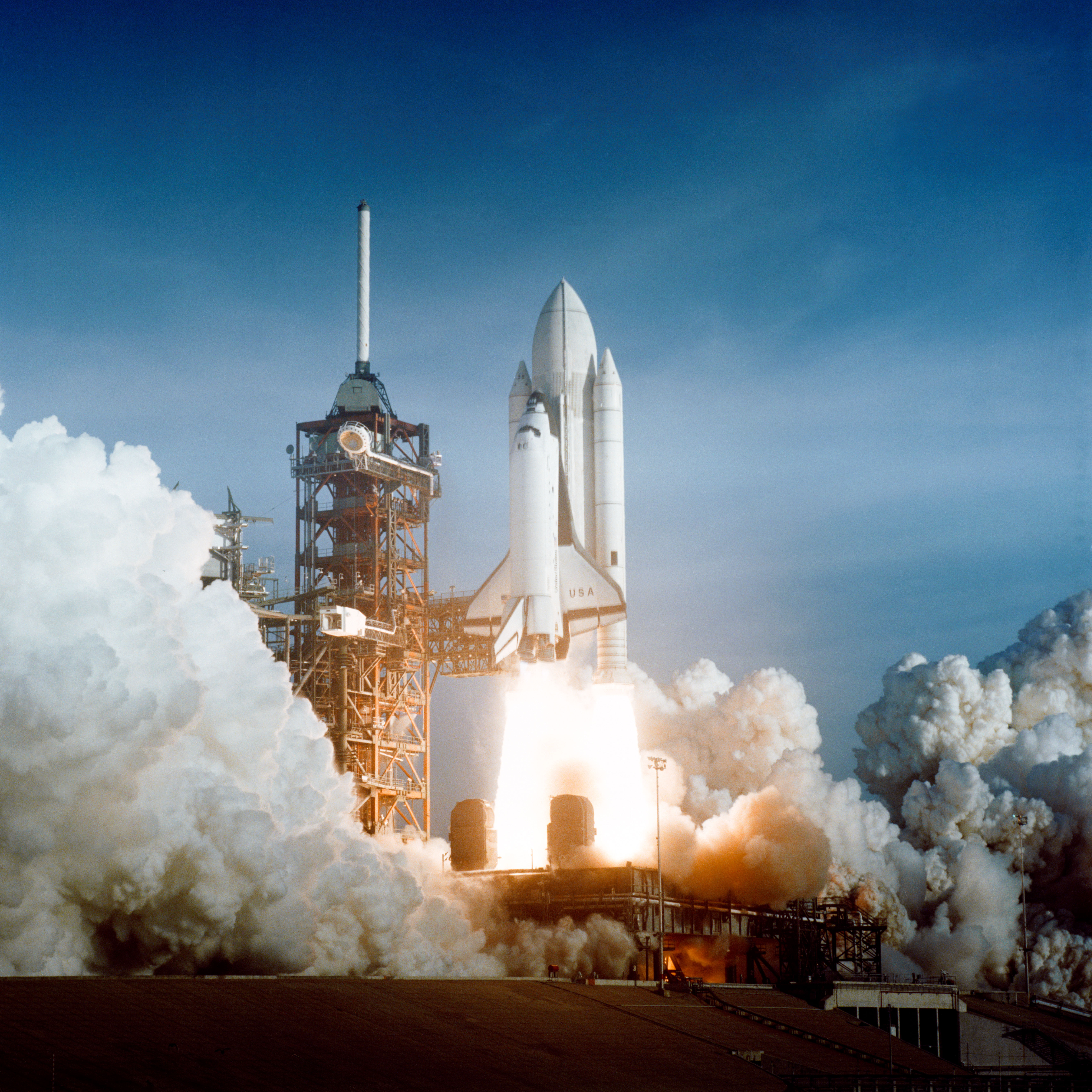
Décollage de la navette spatiale Columbia en 1981.

L’ère spatiale est une période couvrant les activités liées à la course à l'espace, la conquête de l'espace, la technologie spatiale et l'évolution culturelle influencée par ces événements. Elle commence avec le lancement du satellite Spoutnik 1, le 4 octobre 1957,.
Le biologiste français Maurice Fontaine a proposé, en réponse aux scientifiques américains (notamment Andrew Rewkin qui souhaite appeler la période géologique actuelle « Anthropocène » : "âge de l'Homme", terme que Fontaine juge excessivement narcissique), de dénommer l'ère commencée en 1957 « Cosmozoïque » (« vie dans l'Espace », moins pour Laïka ou les cosmonautes, que pour les micro-organismes extrémophiles involontairement exportés avec nos engins spatiaux) et la période actuelle « Molysmocène » (« âge de la pollution », parce que les paléontologues du futur, s'il y en a, découvriront peu de restes humains fossilisés, mais énormément de déchets).